# Анатолиј Бибилов
Анатолиј Иљич Бибилов (осет. Бибылты Ильяйы фырт Анатолий, рус. Анато́лий Ильи́ч Биби́лов; Цхинвали, 13. јануар 1970) јужноосетски је политичар и бивши председник Јужне Осетије од 21. априла 2017. до 24. маја 2022. године. Актуелни је председник Јединствене Осетије. Претходно је био председник Парламента Јужне Осетије.
Служио је као официр у Оружаним снагама Руске Федерације и Оружаним снагама Јужне Осетије. Има чин генерал-лајтнанта.
Присуствовао је прослави Дана Републике Српске у Бањалуци 2018. године и том приликом је изјавио да је Јужна Осетија „Република Српска на Кавказу”.
Дана 31. марта 2022. године најавио је референдум о припајању Јужне Осетије Русији. Недуго наког тога, Бибилов је објавио да ће се референдум о припајању Јужне Осетије Русије одржати 17. јула 2022. године.
На председничким изборима 2022. године изгубио је од Алана Гаглојева.